# Hédé-Bazouges
Hédé-Bazouges (en bretó Hazhoù-Bazeleg, en gal·ló Hédoe) és un municipi francès, situat a la regió de Bretanya, al departament d'Ille i Vilaine. L'any 2006 tenia 1.711 habitants.

## Demografia
| 1962                                       | 1968  | 1975  | 1982  | 1990  | 1999  |
| ------------------------------------------ | ----- | ----- | ----- | ----- | ----- |
| 1.560                                      | 1.555 | 1.432 | 1.422 | 1.500 | 1.822 |
| Des de 1962: població sense dobles comptes |       |       |       |       |       |

## Administració
| Període   | Identitat      | Partit |
| --------- | -------------- | ------ |
| 2001-2005 | Roger Lelièvre |        |
| 2005-     | Janine Feudé   |        |